# Genevreuille
Genevreuille ist eine Gemeinde im französischen Département Haute-Saône in der Region Bourgogne-Franche-Comté.

## Geographie
Genevreuille liegt auf einer Höhe von 303 m über dem Meeresspiegel, neun Kilometer westlich von Lure und etwa 18 Kilometer ostnordöstlich der Stadt Vesoul (Luftlinie). Das Dorf erstreckt sich im zentralen Teil des Departements, im Talbecken des Razou westlich der Ebene von Lure, am Ostrand der Höhe des Bois de Venet.
Die Fläche des 6,42 km² großen Gemeindegebiets umfasst einen Abschnitt in der gewellten Landschaft zwischen dem Becken von Vesoul im Westen und der Ebene von Lure im Osten. Der zentrale Teil des Gebietes wird von der Talweitung von Genevreuille eingenommen, die auf durchschnittlich 300 m liegt und einen Durchmesser von rund einem Kilometer aufweist. In diesem Talbecken, das überwiegend landwirtschaftlich genutzt wird, entspringt der Razou. Er sorgt für die Entwässerung nach Osten über die Reigne zum Ognon.
Flankiert wird die Talmulde auf drei Seiten von Anhöhen: im Süden vom Aigremont (361 m) und dem Grand Bois de Mollans, im Westen vom Bois de Venet (390 m) und im Norden von den Höhen des Châtillon (mit 411 m die höchste Erhebung von Genevreuille) und Mont Jarrot (408 m). In geologisch-tektonischer Hinsicht ist das Gelände aus einer Wechsellagerung von sandig-mergeligen und kalkigen Sedimenten aufgebaut, die während des Lias (Unterjura) abgelagert wurden. An einigen Orten tritt auch Muschelkalk der mittleren Trias zutage.
Nachbargemeinden von Genevreuille sind Adelans-et-le-Val-de-Bithaine im Norden, Amblans-et-Velotte im Osten, Mollans im Süden sowie Pomoy und La Creuse im Westen.

## Geschichte
Im Mittelalter gehörte Genevreuille zur Freigrafschaft Burgund und darin zum Gebiet des Bailliage d’Amont. Die lokale Herrschaft hatten die Herren von Ronchamp und Montjustin inne. Zusammen mit der Franche-Comté gelangte das Dorf mit dem Frieden von Nimwegen 1678 definitiv an Frankreich. Mit der Eröffnung der Bahnlinie von Belfort via Lure nach Vesoul wurde Genevreuille Mitte des 19. Jahrhunderts an das französische Eisenbahnnetz angebunden. Heute ist Genevreuille Mitglied des Gemeindeverbandes Pays de Lure.

## Sehenswürdigkeiten
Die Dorfkirche Saint-Léonard in Genevreuille wurde 1805 eingeweiht und besitzt ein Gemälde des Heiligen Leonhard (18. Jahrhundert). Aus dem 18. Jahrhundert stammt ein kleiner Herrschaftssitz.

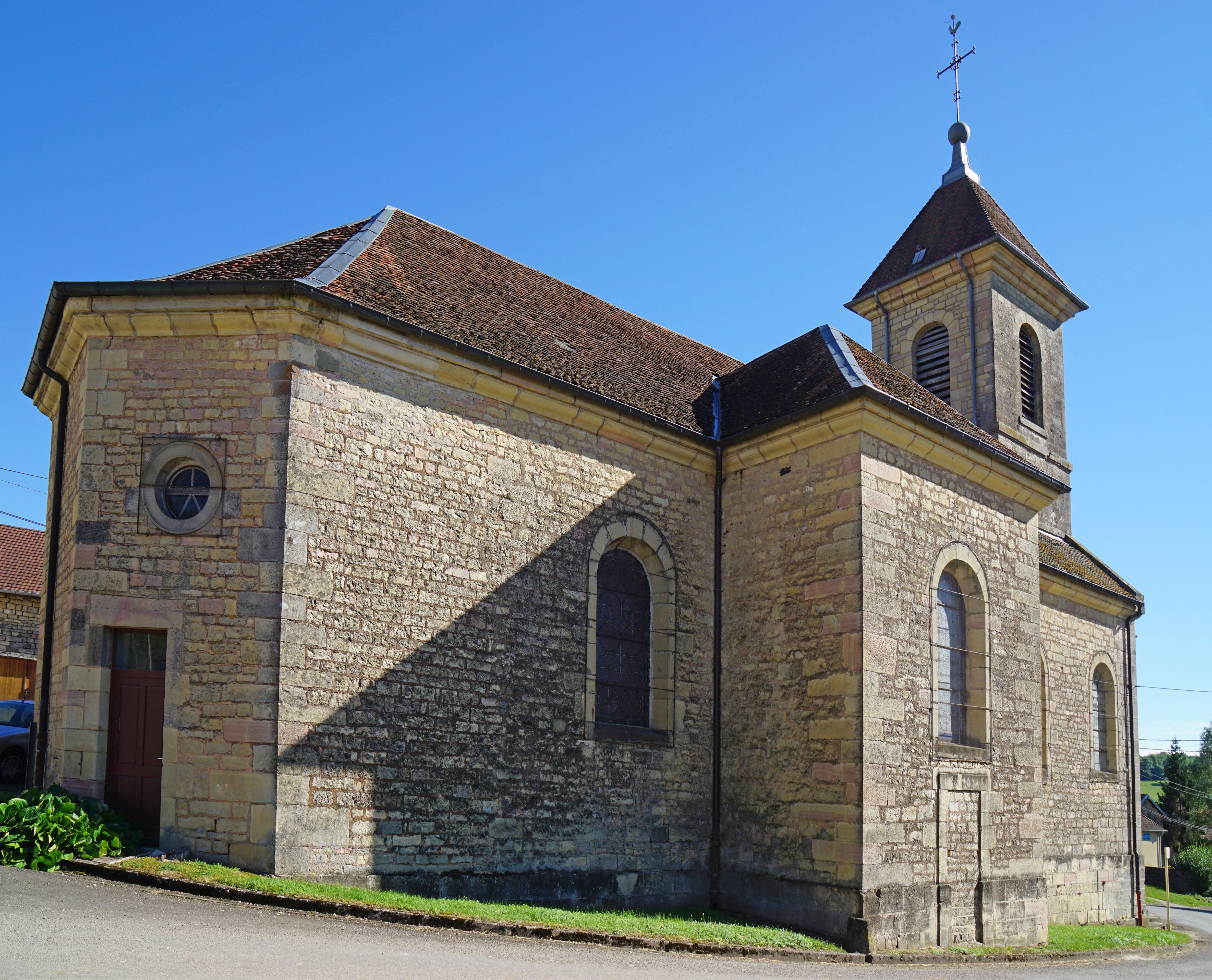
Kirche Saint-Léonard

## Bevölkerung
| Jahr                       | 1962 | 1968 | 1975 | 1982 | 1990 | 1999 | 2006 | 2018 |
| Einwohner                  | 156  | 139  | 131  | 138  | 175  | 138  | 156  | 164  |
| Quellen: Cassini und INSEE |      |      |      |      |      |      |      |      |

Mit 151 Einwohnern (1. Januar 2022) gehört Genevreuille zu den kleinen Gemeinden des Départements Haute-Saône. Nachdem die Einwohnerzahl in der ersten Hälfte des 20. Jahrhunderts deutlich abgenommen hatte (1891 wurden noch 347 Personen gezählt), wurde in den letzten Jahren wieder ein leichtes Bevölkerungswachstum verzeichnet.

## Wirtschaft und Infrastruktur
Genevreuille war bis weit ins 20. Jahrhundert hinein ein vorwiegend durch die Landwirtschaft (Ackerbau, Obstbau und Viehzucht) und die Forstwirtschaft geprägtes Dorf. Heute gibt es einige Betriebe des lokalen Kleingewerbes, darunter ein Unternehmen der Aluminiumverarbeitung. In den letzten Jahrzehnten hat sich das Dorf zu einer Wohngemeinde gewandelt. Viele Erwerbstätige sind deshalb Wegpendler, die in den größeren Ortschaften der Umgebung ihrer Arbeit nachgehen.
Die Ortschaft ist verkehrstechnisch gut erschlossen. Sie liegt an der Route nationale 19, die von Vesoul via Lure nach Belfort führt. Eine weitere Straßenverbindung besteht mit Mollans. Durch das Gebiet verläuft die Bahnstrecke Paris–Mulhouse; der nächste Bahnhof befindet sich in Lure.